# Helsingør Teknikum
Helsingør Teknikum (officielt Ingeniørhøjskolen Helsingør Teknikum) var en uddannelsesinstitution i Helsingør, der eksisterede fra 1896 til 1994. 
Teknikum blev oprettet i 1896, som overbygning til ingeniøruddannelsen, da svendene ville lære mere. Teknikum uddannede udelukkende skibsingeniører, men fra 1962 blev også maskiningeniører og plastingeniører uddannet. Grundet det stigende behov for større lokaler, og stigende interesse for nye skibsingeniører tog Rasmus Knudsen i 1966 samarbejde med den daværende forstander på den tekniske skole Erik Kallenberg initiativet om at bygge nye lokaler. De kom til at ligge på Rasmus Knudsens Vej i Helsingør. I 1971 udannede Teknikum ca. 30 nye skibsingeniører. Frem til 1972 varede uddannelsen i 8 år. Den bestod af 4 års læretid, 1 års adgangskursus og 3 års skibsingeniørskursus, hvor 60% af eleverne gik et år om. Forstander Kallenberg fjernede herefter lærlingeperioden og afkortede uddannelsen til 4 år (for nogle 5), og var samtidigt den første der gav kvinder lov til at tage skibsingeniøruddannelsen. Grundet det faldende behov for nye skibsingeniører, fusionerede Teknikum i 1994 med Danmarks Ingeniørakademi, og blev til DTU.